# Probopyrus buitendijki
Probopyrus buitendijki is een pissebed uit de familie Bopyridae. De wetenschappelijke naam van de soort is voor het eerst geldig gepubliceerd in 1910 door R. Horst.
Horst noemde de soort Palaegyge Buitendijki als eerbetoon aan de heer Buitendijk, die de pissebedden had ontdekt als parasieten op grote garnalen (later geïdentificeerd als Macrobrachium rosenbergii) op een markt in Tanjung Priok bij Jakarta op Java.
De soort komt voor als ectoparasiet op deze zoetwatergarnalen in zuid-oost-Azië, van Bangladesh tot Papoea-Nieuw-Guinea.